# ナスル朝

ナスル朝
بنو نصر (アラビア語)

国の標語: ولا غالب إلا الله（アラビア語）
アッラーの他に勝利者はなし
ナスル朝の地図

ナスル朝（ナスルちょう、アラビア語: بنو نصر（Banū Naṣr）、スペイン語: La dinastía Nazarí、またはLa dinastía nasrí、ナスリー朝）は、イベリア半島最南部に13世紀から15世紀末まで存在していたイスラム王朝。1492年、この王朝がスペイン帝国に征服されたことで、キリスト教勢力によるレコンキスタ（再征服運動）が完了した。
グラナダに首都を置いたため、グラナダ王国（スペイン語: Reino de Granada）、ナスル朝グラナダ王国などとも表記される。国家の規模としては小さかったが、巧みな外交政策などを通じて独立を維持し、アルハンブラ宮殿にみられるような文化的遺産を後世に残した。

## 歴史

### 建国
13世紀初め、それまでアンダルスを支配していたムワッヒド朝が、新たに勃興したハフス朝、マリーン朝との抗争に追われることとなり、アンダルスから事実上の撤退といった状況となった。これにより、アンダルスは「第三次ターイファ」と呼ばれる時代を迎え、都市有力者のマーリク派法学者やアンダルス系軍事小集団の指導者の政権が乱立した。その中で、1232年アンダルス系軍事集団の指導者だったムハンマド1世（ムハンマド・ブン・ユースフ（イブン・アフマル））がハエン近くのアルホーナ(Arjona)で蜂起し、ターイファの1国となった。1237年 （1238年ともいわれる。）、ムハンマド1世が都を正式にグラナダに定めた。この後、さらにアルメリア、マラガへ進出し、アンダルス南部に勢力を確立した。当時、カスティーリャ王国に代表されるキリスト教勢力がレコンキスタ（再征服運動）を展開しており、ナスル朝グラナダ王国以外にもいくつかのイスラーム小王国が存在していたが、13世紀前半までにその多くがカスティーリャ王国に征服されていた。そのため、ナスル朝はイベリア半島におけるイスラーム勢力最後の牙城として位置づけられるようになった。
ナスル朝成立当初、ムハンマド1世はハフス朝に従っていたが、その宗主権を認める相手をアッバース朝、ムワッヒド朝と状況に合わせて変えながら、周囲の勢力の間をぬって国を発展させていった。キリスト教徒とも関係を持ち、1232年のカスティーリャ王フェルナンド3世によるコルドバ征服にも協力した。しかし、フェルナンド3世が根拠地ハエンの攻略を開始したことから、ムハンマド1世は臣従と貢納金の支払いを行なうことなり、さらには1246年ハエン一帯をカスティーリャ王に割譲することとなった。このため、ムハンマド1世はムスリム君主でありながらカスティーリャ王の封建的家臣という立場となり、その征服事業にも軍を派遣した。
グアダルキビール川流域のハエン一帯を割譲したことにより、領土の損失は大きかったものの、山岳地帯のグラナダ周辺を主とする領土となり、守るには有利な状況となった。また、フェルナンド3世への臣従により平和が続き、内政に専念することができたため、アンダルス各地から知識人、手工業者の流入があり、その後の繁栄をみることとなった。

#### アシキールーラ家の反乱とムデハル反乱
アシキールーラ家のアブー・アルハサン・アリーはムハンマド1世と同郷で、さらにナスル家と姻戚関係にあり、建国の功労者であった。また、アシキールーラ家はナスル朝の軍事を取り仕切り、マラガの太守でもあって、アブー・アルハサン・アリーはムハンマド1世の実質的共同統治者の如き存在であった。
1264年、カスティーリャ王国のアンダルシーア地方（ヘレス、アルコス及びムルシアなど）では再植民運動により入植した民衆と、ムデハルの農民、手工業者との軋轢が高じてきていた。この状況からムデハルは、アルフォンソ10世の再征服運動の拡大に危機感を抱いたムハンマド1世の支援のもと反乱を起こした。これにより、ムハンマド1世はアルフォンソ10世の宗主権を離れ、マリーン朝に援軍を求めカスティーリャ王国とは戦争状態となった。
1266年、アシキールーラ家はマラガとグアディクスで反乱を起こした。この反乱の原因は、1257年にムハンマド1世が後継者にムハンマド2世を指名したことに対し共同統治者という意識のあったアシキールーラ家は不満を抱き、さらにムデハル反乱においてマリーン朝の援軍を求めたことから、軍事を統括していた地位を脅かされたと感じたこと、あるいはムハンマド1世及び2世がマーリク派法学を支持していたのに対し、神秘主義（スーフィズム）を奉じていたアシキールーラ家が対立したことが考えられている。この反乱に際し、アシキールーラ家はカスティーリャ王アルフォンソ10世に救援を求め、ムハンマド1世と対立した。これに対し、ムハンマド1世はマリーン朝に援軍を求めたものの、マリーン朝からの支援ははかばかしくなく、ムハンマド1世はアシキールーラ家の反乱に対応するため、カスティーリャ王国と1266年に和約を結ぶこととなった。この反乱は後継者のムハンマド2世によってようやく鎮圧され、アシキールーラ家はモロッコへ逃れた。
この間、ムハンマド1世はムデハルの反乱に乗じ、一時はカスティーリャ王国領のヘレス及びムルシアを手中にした。しかし、ムハンマド1世はアシキールーラ家の反乱に対応するため、カスティーリャ王国と1266年に結んだ和約に基づきヘレス及びムルシアを放棄することとなった。これにより、カスティーリャ王国はナスル朝の介入を排除し、アラゴン王国の支援を受けムデハル反乱を鎮圧した。

### カスティーリャ王国とマリーン朝との間での動き
13世紀後半になると、ジブラルタル海峡を押さえるアルヘシラス、ジブラルタル、ロンダ及び海峡周りの諸都市が攻防の対象となった。ここで、マリーン朝のアンダルスへの介入が活発化し、ジブラルタル海峡をめぐりマリーン朝、カスティーリャ王国間の戦いが度々行なわれた。1275年以降マリーン朝のアブー・ユースフはカスティーリャ王国の内紛に乗じアンダルスへの介入を行なった。その子アブー・ヤアクーブも1291年に侵攻を行なったが、ナスル朝の離反により失敗し、さらに翌1292年にはタリファをカスティーリャ王国に奪われてしまった。
14世紀に入り、マリーン朝の内紛と隣国との抗争による弱体化を受け、ナスル朝のムハンマド3世はジブラルタル海峡の制圧をもくろみセウタ攻略を図ったものの、周囲のカスティーリャ王国、アラゴン王国、マリーン朝の包囲を受け撤退した。14世紀のナスル朝での軍事力の中心は、マリーン朝の政治抗争に敗れナスル朝に逃れたベルベル系部族集団であった。これら軍事集団はその力を基にナスル朝宮廷の内紛に干渉し、その不安定をもたらす要因となった。

### 最盛期

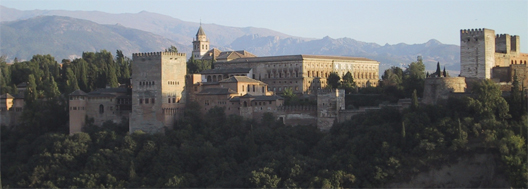
グラナダ市南東に連なる丘の上にそびえるアルハンブラ宮殿

14世紀半ば、マリーン朝の内紛を収拾したアブー・アルハサン・アリーはイベリア半島へのジハードを開始した。このマリーン朝、ナスル朝連合軍がカスティーリャ、ポルトガル連合軍に対する戦闘（サラード川の戦い）で敗れ、両国間の勢力均衡が崩れた。このことは、単独でカスティーリャ王国に対抗することが困難であったナスル朝にとって、独立を危ぶませる事態であった。しかし、この時期（14世紀半ば）にヨーロッパ全域を襲ったペスト（黒死病）によりカスティーリャ王国も大打撃を被ったこと、キリスト教勢力であるカスティーリャ王国とアラゴン王国の対立、さらにカスティーリャ王国の内紛などが重なり、レコンキスタのさらなる進展に足止めがかかった。また、マリーン朝はこの後大規模な軍をアンダルスに派遣することがなくなり、ナスル朝への介入もなくなった。こうした状況下で、ナスル朝はその命脈を保つとともに、徐々に国力を発展させていった。イタリアのジェノヴァ商人などとの交易活動も、経済的繁栄の一因となった。
14世紀後半、ムハンマド5世の治世下で、ナスル朝はその最盛期を迎えた。ムハンマド5世は、マリーン朝からはアンダルスにおける拠点となっていたロンダ及びジブラルタルを獲得する一方で、カスティーリャ王国からはアルヘシラスを奪回し、エンリケ2世とは和約を結んで貢納金の支払いも停止した。これにより、マリーン朝の介入を完全に排除し、さらには内紛の続くマリーン朝への介入まで行なうようになった。またムハンマド5世は、ムハンマド1世の代から造営が行なわれていたアルハンブラ宮殿に、先代ユースフ1世に続いて大規模な改修を行ない、イスラーム美術の到達点を示す宮殿群を築いた。

### 衰退から滅亡

1400年頃のイベリア半島

しかし15世紀に入ると、1410年には重要な都市アンテケーラがアラゴン王フェルナンド1世の攻撃により陥落し、またこの頃にはカスティーリャへの貢納金が復活するなど、再びナスル朝は危機を迎えた。キリスト教勢力のカスティーリャ王国とアラゴン王国が接近し始めたことで、両国の対立を外交上利用することが困難になる一方、近隣の地中海沿岸などに強力なイスラーム国家は存在せず、友好的なイスラーム勢力との外交を通じた安全保障も困難になっていた。
ポルトガルによるセウタ占領（1415年）、カスティーリャによるジブラルタル占領（1462年）によりジブラルタル海峡がキリスト教徒のものとなり、ナスル朝にとっては貿易のみならず、兵力の調達が困難となった。また、政情不安にともなってジェノヴァ商人の足もナスル朝から遠のき、経済的にも影響が大きかった。さらに、ナスル朝内部でも王族間では君主位をめぐる対立や、マラガ、グアディクスでの王族の割拠による分裂があった。また、有力家門の間でも王族を巻き込んだ政治闘争が続き、一時はカスティーリャ王国もこれに巻き込まれたこともあった。また、カスティーリャ王国とアラゴン王国の連合が成立し、カトリック両王による攻勢が強まっていった。
このような内紛と外寇の続くなかで、アブルハサン・アリーはカスティーリャ王国への貢納を拒否するだけでなく、攻撃を開始した。戦闘は、同王国の報復を招いただけで、ナスル朝を利することはなかった。さらにアブルハサン・アリーは、息子ムハンマド11世（ボアブディル）が反乱を起こし1482年にグラナダを奪ったため、マラガへ撤退し国は二分されてしまった。翌1483年ムハンマド11世はルセーナに対し攻撃を行なったものの敗れ、カトリック両王の捕虜となってしまった。このため、彼の父アブルハサン・アリーが2年間復位した後に、その弟ムハンマド12世がアルメリアで即位した。捕虜となったムハンマド11世は釈放され、叔父ムハンマド12世とは一旦は1486年にその即位を認める事態があったものの、抗争を繰り返した。同じ1486年には、ムハンマド11世がムハンマド12世のいるグラナダの一部を占拠し、この間マラガ、アルメリアなど次々にムハンマド12世の勢力圏の主要都市がキリスト教徒に攻略されていくなかで、ムハンマド12世はグラナダでカスティーリャ軍との戦いに敗れティリムサーンに落ち延びた。この状況にあっても、ムハンマド11世は対抗するムハンマド12世の勢力への援軍を送らなかった。

#### 滅亡とその後

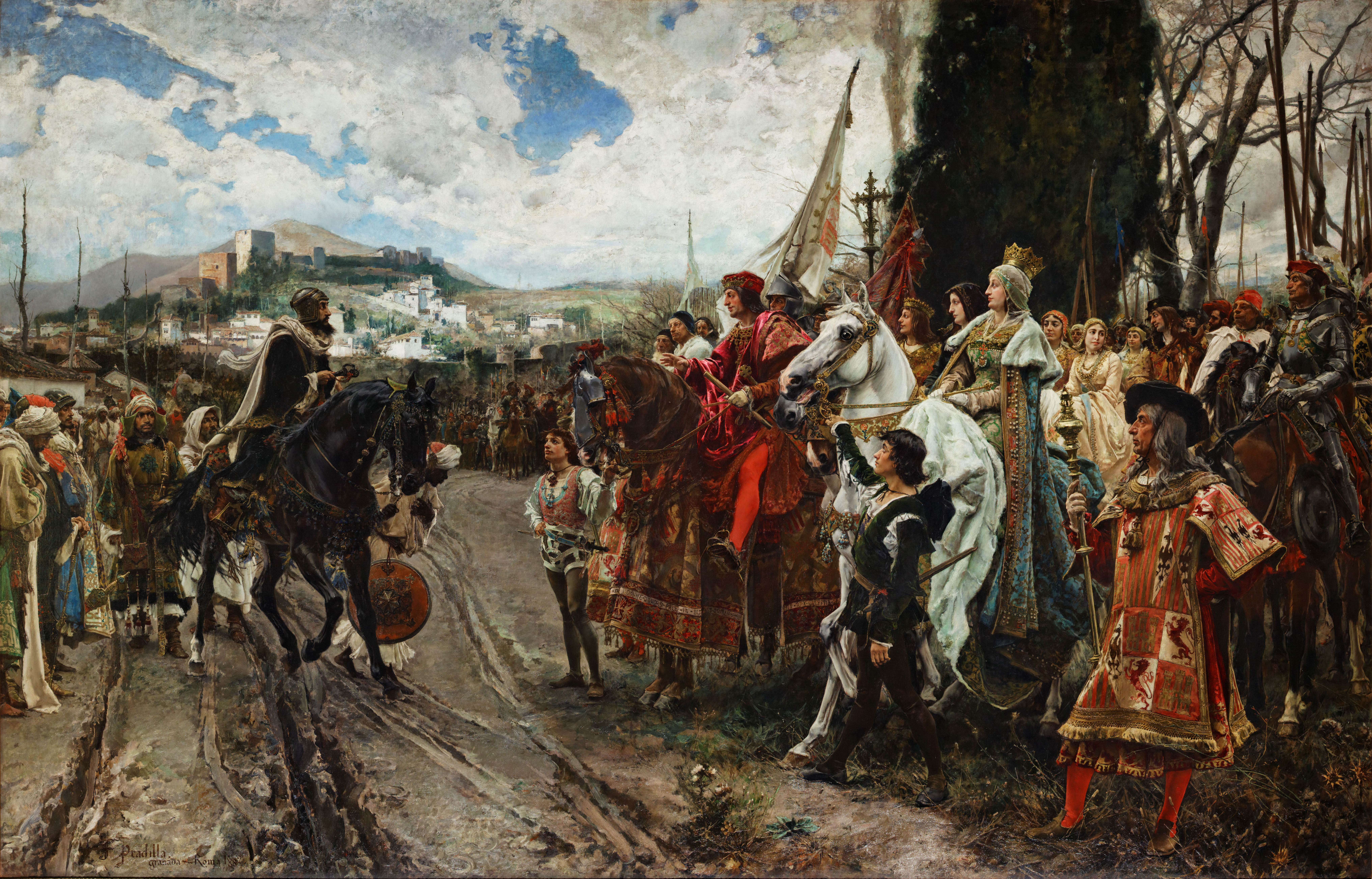
グラナダの開城を描いた油絵。左の馬に乗った人物がムハンマド11世。手にはアルハンブラ宮殿の鍵を持ち降伏の意を表している。19世紀ごろ、フランシスコ・プラディーリャ・オルティス作。

キリスト教徒の征服が差し迫った1487年、グラナダの法学者たちはムハンマド11世に対し、マムルーク朝に使節を派遣し救援を求めるよう迫ったが、マムルーク朝の援軍は派遣されず、グラナダ攻略の見合わせを求めるキリスト教修道士（聖墳墓教会）2名がカトリック両王に派遣されただけであった。
1491年春にフェルナンド2世の1万騎の軍勢によりグラナダは包囲され、年末には籠城側の窮乏は限界となった。1491年末にムハンマド11世とカトリック両王間で降伏協定が結ばれ、1492年1月2日にグラナダは無血開城しレコンキスタが完了した 。最後のナスル朝君主であったムハンマド11世は、一旦は開城時の協定により与えられたシエラネバダ山中の所領（アブ・バシァラート）に退いたものの、後にフェズへと亡命し、ナスル朝は滅亡した。
1492年3月末にスペインのユダヤ教徒に対して改宗か国外退去を命じるユダヤ人追放令が出された。これはコンベルソ（キリスト教へ改宗したユダヤ教徒）のカトリック信仰を徹底するためのもので、これの障害となるユダヤ教徒との接触を根絶するためのものであった。1499年10月にグラナダに赴任した枢機卿シスネロスはムデハル（キリスト教徒支配下のイスラーム教徒）に対し強制的な手法（クルアーンの焼却など）を用いたために反乱を招くこととなった。この反乱を開城時の協定に対する違反と見たカトリック両王は、1502年にカスティーリャ王国（この当時のスペインはカスティーリャとアラゴンの同君連合であり、そのうちのカスティーリャを指す）でムデハルに改宗を迫る法令を出し、後にスペイン全域にまで拡大された。

## 社会、文化及び経済

### 社会構造
ナスル朝以前の、ムラービト朝、ムワッヒド朝では、その建国の理念が半島のキリスト教勢力に対する、イスラーム共同体の防衛であった。そのため、ナスル朝にいたるまでの間に非ムスリムの改宗、流出が進んだ。さらに、ナスル朝がイベリア半島における最後のイスラーム王朝となったため、キリスト教徒支配地域からの大量のムスリム住民が流入し、わずかのユダヤ教徒と貿易関係の外国人を除き、住民はほぼムスリムという社会となった。流入した住民には、知識人、手工業者も含まれ、これにより、ナスル朝の人的資源が豊富となり、経済発展、軍事力強化の基礎となった。
また、カスティーリャ王国で政争に敗れナスル朝に亡命し、キリスト教から改宗するという場合があった。逆にナスル朝内部で失脚してカスティーリャ王国に亡命し、キリスト教に改宗する者もいた。

### 文化

#### 信仰、学術
ムハンマド1世及び2世はマーリク派法学を支持し、建国の盟友であった神秘主義（スーフィズム）を奉じるアシキールーラ家との対立の一因ともなった。ムハンマド2世はファキーフ（イスラーム法学者）とも称されるほどにマーリク派法学を奨励した。
ナスル朝期全体としては、スーフィズムが特に非都市部を中心に社会全体に浸透していった。スーフィー教団の活動で歌舞音曲を通じた修行や過度の農地等に対するワクフ（マグリブあるいはアンダルスでは「ハブス」という。）設定が法学者からの批判を受けることもあった。けれどもスーフィズムは法学とならびイスラームにおいて重要な信仰の柱とされ、法学者であると同時にスーフィーであるという者も多くいた。さらには、イスラーム君主としてスーフィーの保護は重要なこととなっていった。
ナスル朝は住民がほぼムスリムという状況となり、半島内におけるイスラーム信仰の中心となっていた。これにより、キリスト教徒支配下のムデハルとの交渉も存在し、領外のムデハルからグラナダのイスラーム法学者に対してファトワーの発給が求められることもあった。
グラナダにはマドラサ（「大学」と訳される）がユースフ1世によって設立され、神学、法学、医学、化学、哲学及び天文学の学科が開設されていた。国外からもこのマドラサへ学生が来ていた。
学問にあっては、ナスル朝期は大きな発展がなかったと評される。
ナスル朝期の学者として知られるのは、歴史家で詩人のイブン・アル＝ハティーブが知られ、ワズィールとしてユースフ1世とムハンマド5世に仕え、グラナダの歴史をはじめとする60冊余りの著作があった。この中には医学に関する著作もあり、1348年の疫病の流行における感染拡大について著述している。また、歴史家のイブン・ハルドゥーン が1362年からムハンマド5世に仕え、重用されてカスティーリャ王国に使節として派遣されてもいる。彼はその後、イブン・アル＝ハティーブとの仲が険悪となり、マグリブへもどった。

#### 芸術

##### 写本芸術
14世紀までナスル朝を含むアンダルス及びマグリブでは、クルアーン写本の素材に東方イスラーム諸国では11世紀頃までには紙が主流となっていたのとは異なり、獣皮紙が主に用いられていた。また、その書体も12世紀までには完成したこの地域特有のマグリビー体で書かれ、さらにその装飾も幾何学文様が用いられ続けた。

##### アルハンブラ宮殿

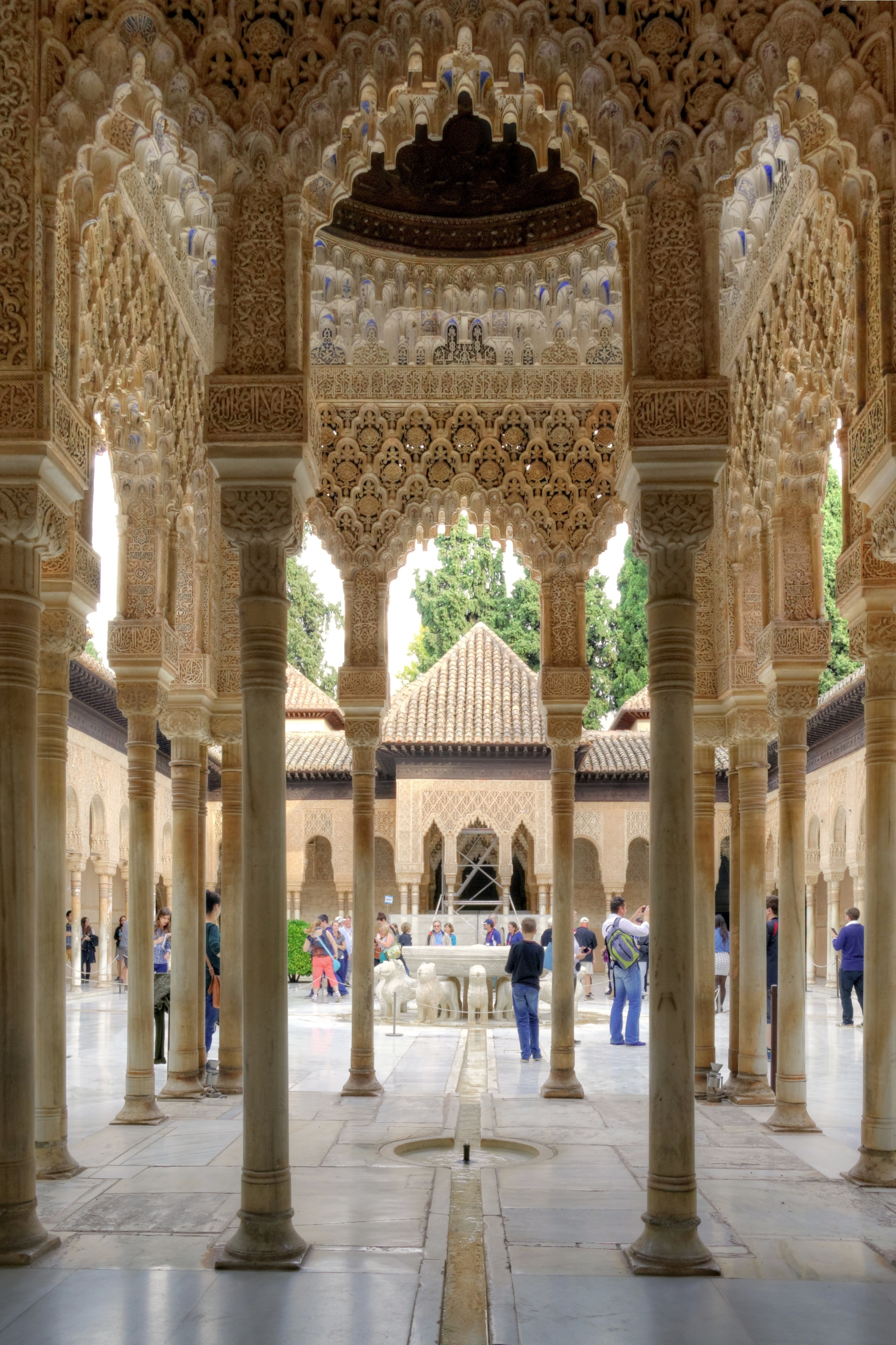
アルハンブラ宮殿のライオンの中庭

宮殿はグラナダを南北に分けて流れるダーロ川の南岸の丘の上に築かれていて、その創建は古代ローマ時代とも、9世紀の城塞が起源ともいわれ、11世紀には城塞が存在していたともされる。ムハンマド1世が宮殿の造営に着手したもので、その外観は城塞そのものとなっている。この西端にはアルカサバと呼ばれる兵営区があり、その東に宮殿群があり、さらに丘の東部は宮殿で働く者の住居、モスク、工房、店舗、公衆浴場があって、宮廷都市となっていた。
コマレス宮はユースフ1世によって、中核部のハレムであったレオネス宮はムハンマド5世によって造営された。また、北に離れた夏の離宮ヘネラリーフェ宮は14世紀初頭に造営されたものである。

##### 陶器
イベリア半島へのラスター彩陶器の作陶技法が伝わった時期は明確にはなっていないものの、12世紀には半島北東部に工房が存在したとの記録があり、ナスル朝期の作陶の中心地はマラガであった。ナスル朝期以降もラスター彩陶器は製作され続けていて、この時期には銅成分の多い顔料が使われており、赤味の多いものとなっている。
この時期で有名なものとしては、「アルハンブラの壺」といわれる1mを超える高さのラスター彩の壺がある。この壺は完形品で現存しているものが10点しかなく、その特徴は、長い頸部、平たく羽を広げたような把手、全体に施されたラスター彩色があげられる。この壺の大きさや形状と技術水準の高さから、実用ではなく装飾用に特定の工房で製作されたものと推測されている。 
ラスター彩陶器は、1492年のナスル朝滅亡後もイベリア半島にとどまったモリスコ陶工により作陶が続けられ、イスパノ・モレスク陶器と呼ばれた。
アルハンブラ宮殿の装飾に、マラガで製作されたとされる陶器のアリカタド（モザイクタイル）が使用され、その色彩、文様構成は一定の色とパターンの反復を全体に広げるものである。また、1枚のタイルとしては世界最大と思われるラスター彩の装飾タイル（銘文にユースフ3世に捧げる賛歌がある）がアルバイシンの丘で発見されている。

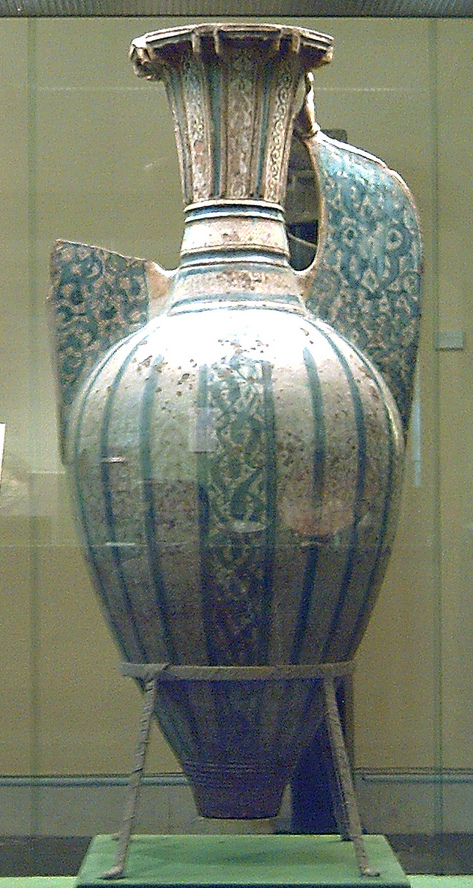
スペイン国立考古学博物館所蔵「アルハンブラの壺」14-15世紀
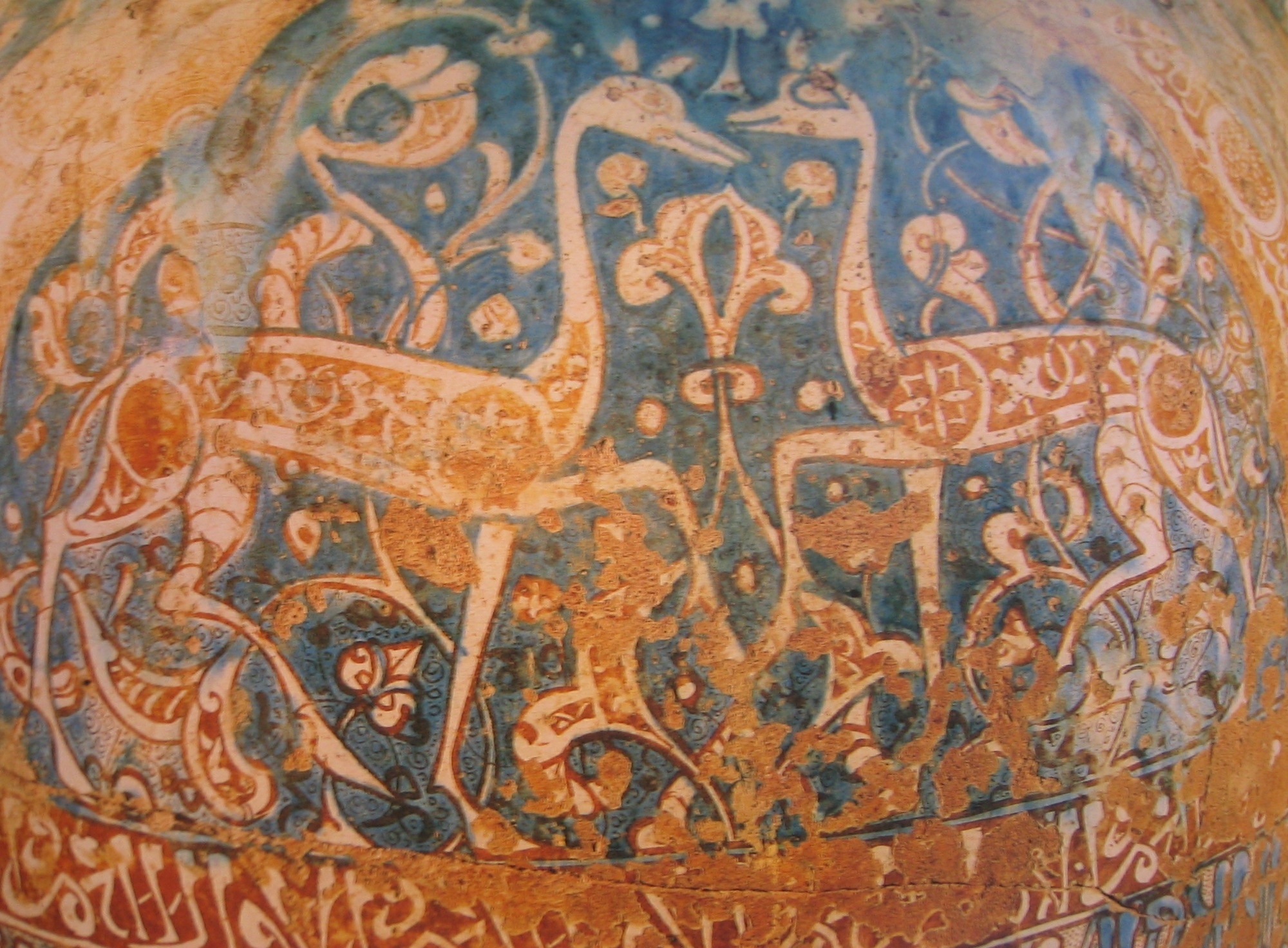
スペイン・イスラム美術館所蔵「アルハンブラの壺」のガゼルの文様
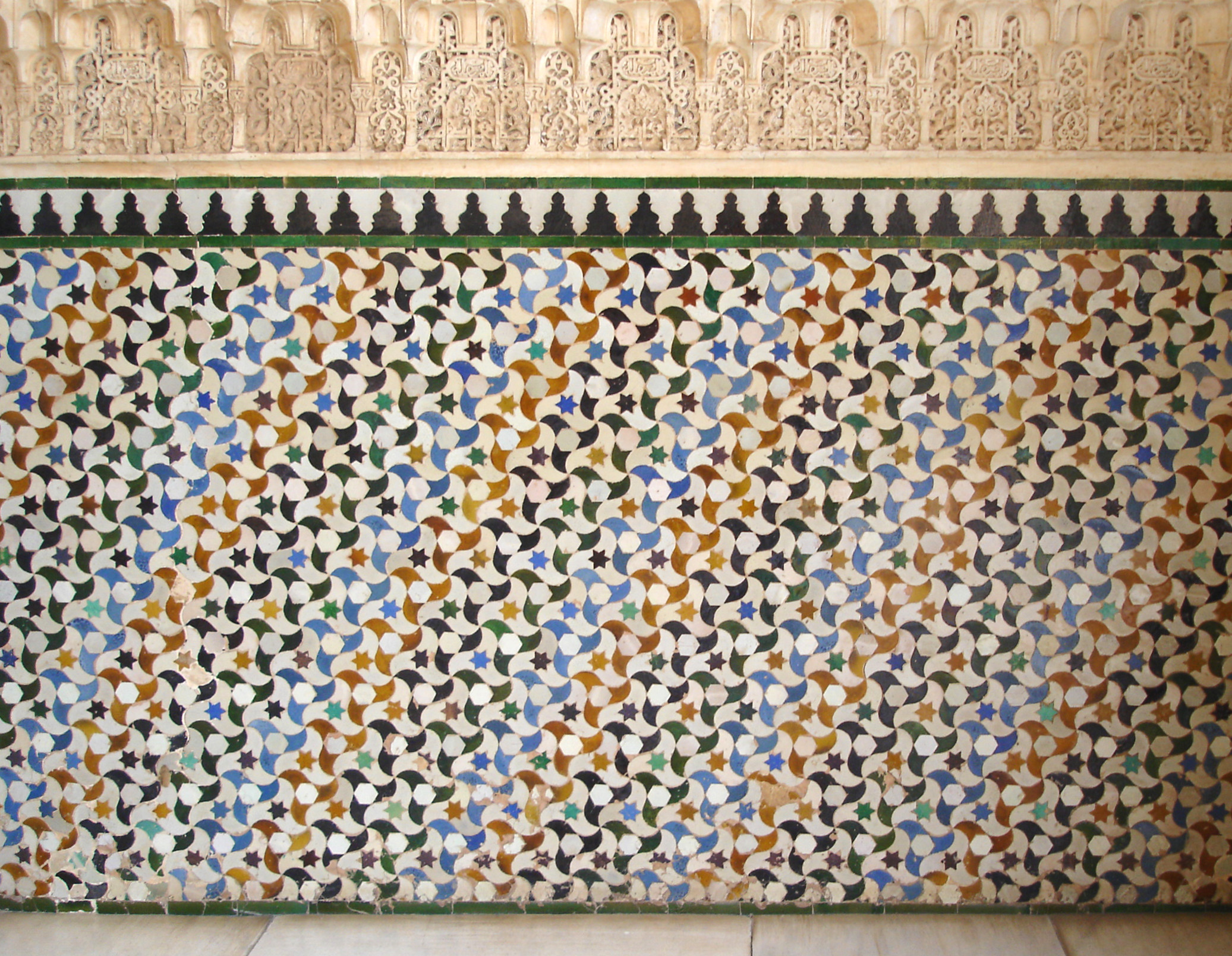
星形・葉文タイル、アリカタド技法

##### 文学
文学では、ムハンマド・イブン・ユースフ・アブ・ハイヤーンがムワッシャハ（アンダルスで開発、発展した押韻反復句の舞踏詩（抒情詩）、音楽と合わせ歌われるための詩）の作家として著名であった。

### 貿易
ナスル朝期には既に地中海貿易においてアンダルス商人の活躍はみられず、ジェノヴァ商人をはじめとするキリスト教徒がその多くを担うようになった。ナスル朝では王族自身がイタリアとの絹貿易、サトウキビなどの商品作物栽培に関与したことから、販路確保のためジェノヴァ商人には特権が与えられマラガ、グラナダに常駐し、その産物をヨーロッパ各地に輸出した。輸入品としては、フランドル、イングランド産の毛織物、東地中海からの香辛料、マグリブからの金、黒人奴隷があった。ナスル朝期の輸入品で特に重要だったのがマグリブからの穀物で、これは大量に流入してきた都市住民の需要をグラナダの後背地だけでは満たすことができなかったものであった。15世紀に入ってからは、グラナダの政情不安からジェノヴァ商人がグラナダから撤退するようになり、グラナダ経済にとって大きな打撃となった。

## 歴代君主一覧
- ムハンマド1世（Muhammed I ibn Nasr、1232-1273）
- ムハンマド2世（Muhammed II al-Faqih、1273-1302）
- ムハンマド3世（Muhammed III、1302-1309）
- ナスル（Nasr、1309-1314）
- イスマーイール1世（Ismail I、1314-1325）
- ムハンマド4世（Muhammed IV、1325-1333）
- ユースフ1世（Yusuf I、1333-1354）
- ムハンマド5世（英語版）（Muhammed V、1354-1359, 復位1362-1391）
- イスマーイール2世（Ismail II、1359-1360）
- ムハンマド6世（Muhammed VI、1360-1362）
- ユースフ2世（Yusuf II、1391-1392）
- ムハンマド7世（Muhammed VII、1392-1408）
- ユースフ3世（英語版）（Yusuf III、1408-1417）
- ムハンマド8世（英語版）（Muhammed VIII、1417-1419, 復位1427-1430）
- ムハンマド9世（英語版）（Muhammed IX、1419-1427, 復位1430-1431, 再復位1432-1445, 再々復位1447-1453）
- ユースフ4世（英語版）（Yusuf IV、1431-1432）
- ユースフ5世（英語版）（Yusuf V、1445-1446）
- イスマーイール3世（Ismail III、1446-1447）
- ムハンマド10世（英語版）（Muhammed XI、1453-1454, 復位1455）
- サード（Said、1454-1455, 復位1455-1462, 再復位1462-64）
- イスマーイール4世?（Ismail IV、1462）
- アブルハサン・アリー（Abu l-Hasan Ali、1464-1482, 復位1483-1485）
- ムハンマド11世（ボアブディル） (1482-1483、 復位1487-1492) [33]（従来ムハンマド12世（ボアブディル）とされてきた[1]。）
- ムハンマド12世（ザガル）（英語版） (1485-1487) [33]（従来ムハンマド13世（ザガル）とされてきた[1]。）

君主一覧は、『スペイン史 1:古代-近世』 関哲行、立石博高、中塚次郎編、山川出版社、<世界歴史大系>、2008年、付録、pp.82-83. ISBN 978-4-634-46204-5 による。